# ドロシー・ギャロッド
ドロシー・ギャロッド（Dorothy Annie Elizabeth Garrod、1892年5月5日 - 1968年12月18日）は、イギリスの考古学者。旧石器時代の先駆的な仕事を通して、女性初のオックスブリッジ主任教授となった。大英帝国勲位（CBE）、英国学士院会員（FBA）。父は医師のアーチバルド・ギャロッド卿。

## 経歴
ギャロッドは、イギリスイースト・オブ・イングランド地方サフォーク州メルトンの家庭で、幾人かの女性家庭教師から学問を学んだ。 1913年、極めて稀な女学生の一人として、ケンブリッジ大学のニューナム・カレッジに入学。中途課程のままニューナム・カレッジを去り、1919年に復員するまで戦時活動に身を投じた。この時までに、3人の兄弟を失っていた。それから、ギャロッドは父が働いていた地中海のマルタに行き、そこで地元の古代遺跡に興味を示し探索に没頭した。
父親がオックスフォードの医学の欽定教授に任命されたとき、ギャロッドはオックスフォード大学付属ピットリバース博物館で人類学の修了証書のために研究することに決め、ここでギャロッドはロバート・マレットに教えを受けた。ギャロッドを先史学者に促したのはこのマレットであった。そして、フランスの優れた先史学者のアンリ・ブルイユと2年間を過ごすこともできた。ジブラルタルをすでに訪れていたブルイユは、以前ネアンデルタール人の頭蓋骨が見つかったフォーブス採石場から 350メートル先のデビルズタワー洞窟を調査するようにギャロッドに勧めた。デビルズタワー洞窟は、彼の以前の探訪で、彼とウィリアム・ウィロビー・コール・ヴァーナーによって発見されていた洞窟である。ギャロッドは、ブルイユの勧めで調査のためジブラルタルに訪れ、1920年代初期に今日では「ジブラルタル2」と呼ばれる重要なネアンデルタール人の頭蓋骨を発見した。
1925年から1926年に、ギャロッドはジブラルタルで発掘を行い、そして1928年に中東の南クルディスタンに遠征しハザル・メルド洞窟とザルジ洞窟を発掘した。
イギリス人が、地中海に面するハイファを中東パレスチナへの主要な拠点港として確立することを計画し、上質な石材のある先史時代遺跡のカルメル山の重要性が唯一見出された。資源探査の予備調査では、ナトゥフ人の遺骨だけでなく先史時代の芸術物も見つけ、これらは影響力のある「絵入りロンドン新聞」で紹介された。だがロンドンでは採算の合う採石場の発見には至らなかったと結論付けていたので、ギャロッドは3つの洞窟を遺跡発掘として更なる調査を行うよう依願した。
ギャロッドは、イギリス古生物学者のドロシア・ベイトと緊密に協力して、カルメル山のタブーン、エル＝ワド、エス＝スフール、シュクバ、ケバラの各洞窟で発掘を試み、前期旧石器、中期旧石器および亜旧石器の時代系列を実証し、地域の有史以前の時代の理解に大きく貢献した。エス＝スフールとエル＝ワドでの発掘の後、シュクバ洞窟が位置するワディ＝エ＝ナトゥフの河谷にちなんで、亜旧石器時代末期の文化について「ナトゥフ文化」と命名した。ギャロッドによるレバント地方での発掘で確立された年代順の枠組みは、有史以前の時代を理解するのに現在においても重要なものとなっている。レバント地方の洞窟の発掘調査は、地元の村から積極的に女性労働者を募集し、ケバラン文化の遺跡であるケバラ洞窟では仲間の考古学者のフランシス・タービルピーターと共に働いた。

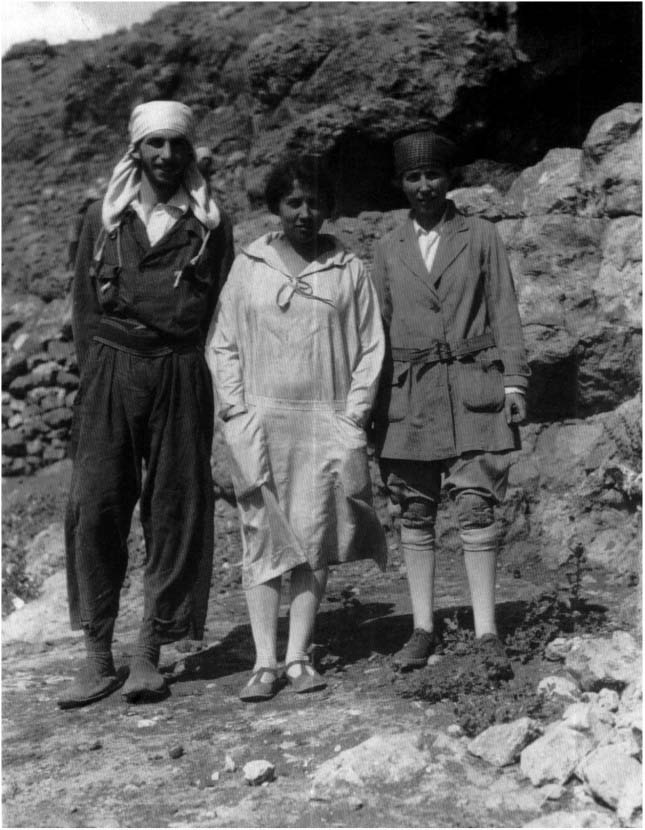
先史時代研究のアメリカンスクールに所属するジョージとエドナ・ウッドベリーと共に（1928年）

いくつかの学術的なポストに就いた後に、1939年にケンブリッジ大学の考古学のディズニー教授職に就任。第二次世界大戦末期の婦人補助空軍としてイギリス空軍メドメナム基地の写真解析部門の責任者に就いた期間を除いて、ディズニー教授職を1952年まで勤めた。
ギャロッドは、ケンブリッジ初の女性教授であった。ケンブリッジ大学で最初の女性大学教員たちが任命されたのは1921年のことで、彼女たちが最初に女子学生に学位を授与したのは1926年のことであったが、付随する特権、つまり大学自治への参加を伴わないものであった。1947年まで、ケンブリッジ大学は女性たちに完全な資格を認めることがなかったのである。

## 受賞歴・栄誉
1952年に英国学士院の特別会員（フェロー）に選ばれ、1965年には大英帝国勲位（コマンダー）が与えられた。ギャロッドは、考古学者が遠征することの重要性を感じ、ドロシーギャロッド旅行基金のための資金を残した。1962年トーマス・ハックスリー記念賞受賞。